# Stryphnaula capnanthes
Stryphnaula capnanthes är en fjärilsart som beskrevs av Edward Meyrick 1938. Stryphnaula capnanthes ingår i släktet Stryphnaula och familjen spinnmalar. Inga underarter finns listade i Catalogue of Life.